# Amalie Eikeland
Amalie Vevle Eikeland (Noruega, 26 de agosto de 1995) es una futbolista noruega. Juega como delantera en el SK Brann de la Toppserien de Noruega. Es internacional con la selección de Noruega.

## Trayectoria
Eikeland jugó para el Arna-Bjørnar de la Toppserien de 2011 a 2018, donde también tuvo algunas apariciones en el sub-19 y el segundo equipo. En su temporada debut con el primer equipo, contribuyó con 3 goles en 17 partidos para que el club se ubicara en cuarto lugar. En 2012, marcó 11 goles en 21 partidos en su mejor temporada y subió al tercer puesto con el Arna-Bjørnar. Este lugar fue defendido en los siguientes dos años, luego el club volvió a caer a la mitad de la tabla. Fue solo en su último año con el equipo que se pudo lograr nuevamente un tercer lugar.
Para la temporada 2019, se unió al IL Sandviken, que terminó detrás del Arna-Bjørnar la temporada anterior. Su nuevo club la vio jugar sólo 11 partidos de liga, tras lo cual firmó un contrato de dos años con el Reading FC de la WSL inglesa en agosto del mismo año.

## Selección nacional

### Categorías menores
Eikeland transitó por varios equipos juveniles noruegos. Con la sub-17 participó en las dos eliminatorias del Europeo Sub-17 de 2012. Con la sub-19, pudo clasificarse para el Europeo Sub-19 de 2013 en Gales, llegando hasta la fase final donde, tras dos derrotas (ante Alemania y Finlandia) y un triunfo 5-0 ante Suecia con un gol de Eikeland, se ubicaron en tercera posición de su grupo, despidiéndose así del torneo. Desde octubre de 2014 jugó luego en la sub-23 noruega.

### Selección mayor
Eikelando debutó con la selección mayor de Noruega en el último partido de la clasificación para la Eurocopa 2017, un triunfo 5-0 ante Israel el 19 de septiembre de 2016. Dos meses después, entró como suplente en el minuto 86 en un amistoso contra Alemania. También jugó como suplente en los tres partidos que ganó en la Copa de Algarve 2019.
Fue convocada para la Copa del Mundo 2019 pero solo jugó un partido cuando entró como suplente en el último cuarto de hora en la derrota por 3-0 ante Inglaterra en cuartos de final, perdiéndose además su boleto a los Juegos Olímpicos de 2020.
El 30 de agosto de 2019 marcó sus primeros goles internacionales 11 minutos después de entrar como suplente en el primer partido de la clasificación para la Eurocopa 2022 ante Irlanda del Norte y en el último minuto para poner el 6-0 definitivo a favor de su país. En el certamen, jugó los 6 partidos de las noruegas y marcó 3 goles. Al estar ya clasificadas, los dos últimos encuentros que se habían pospuesto varias veces debido a la pandemia de COVID-19 y que ya no tenían ningún impacto en el resto de la clasificación, no se llevaron a cabo.

## Clubes
| Club         | País       | Año             |
| ------------ | ---------- | --------------- |
| Arna-Bjørnar | Noruega    | 2011 - 2018     |
| IL Sandviken | Noruega    | 2019            |
| Reading      | Inglaterra | 2019 - 2023     |
| SK Brann     | Noruega    | 2023 - presente |